# Brurskankens samiske kvindeforening

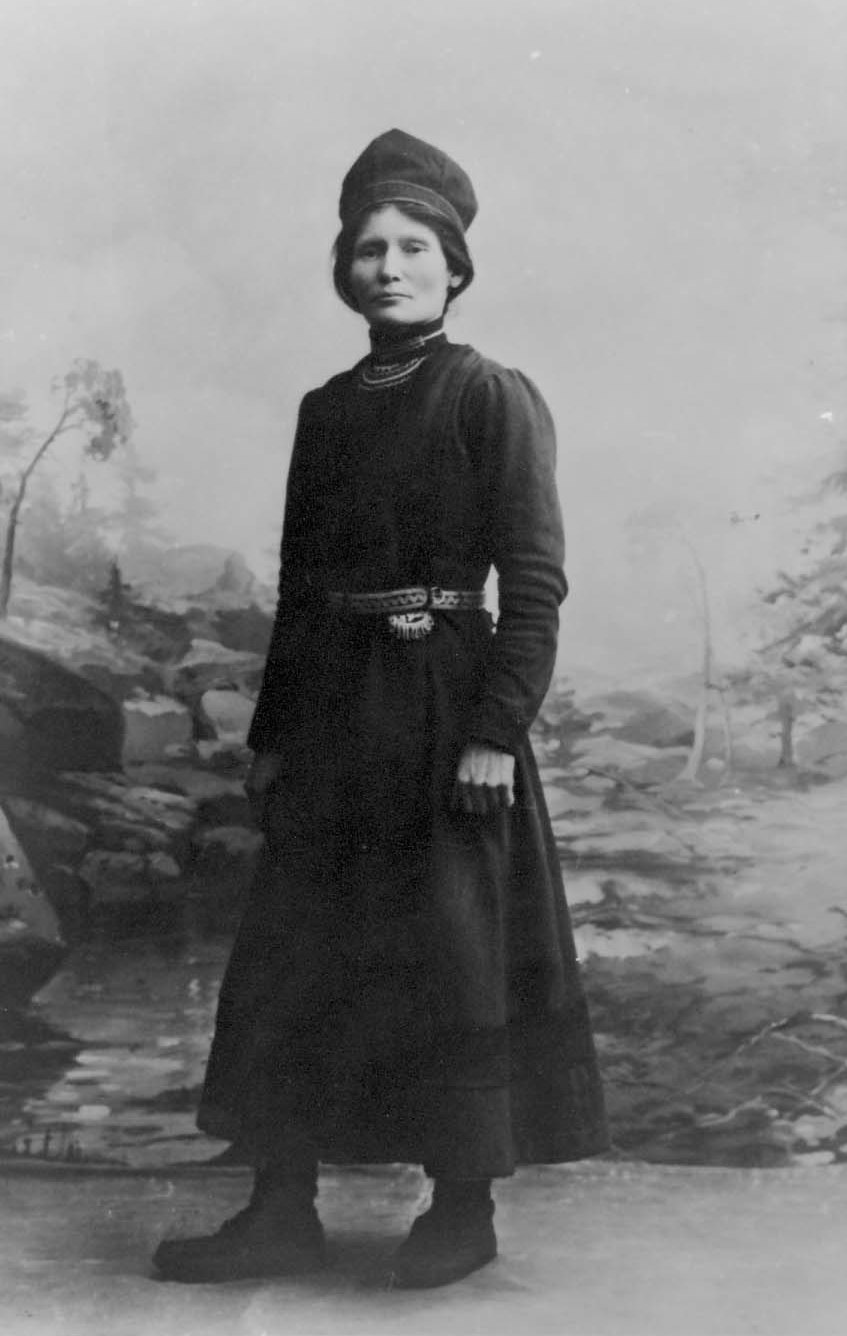
Elsa Laula Renberg

Brurskanken samiske kvindeforening var en samisk kvinnoförening, som bildades den 5 december 1910 av sydsamiska kvinnor i Helgeland i Norge och lades ned 1931. Föreningens ursprungliga syfte var att få till stånd skolor för samiska barn i Nordland och att främja folkbildning bland samer. Alla samiska kvinnor över 15 år kunde bli medlemmar. 
Föreningen grundades på initiativ av Elsa Laula Renberg, som också blev föreningens första ordförande. Brurskankens samiske kvindeforening tog några år senare initiativ till att arrangera det första allsamiska landsmötet i Trondheim 1917, med Renberg som ordförande i den arbetsgrupp som organiserade landsmötet tillsammans med bland andra Ellen Olsen Toven, Anna Renfjell och Ellen Lie. 
Tidigare hade Elsa Laula Renbergs syster Maria Katarina Laula bildat Fatmomakke- och Åsele Lappska kvinnoförening i mars 1905, men denna var endast en osjälvständig del av Lappernes Centralförbund. Bildandet av Brurskankens samiske kvinneforening  har därför kallats för startpunkten av den samiska kvinnorörelsen. 
Brurskankens Lappkvindeforening upphörde när Elsa Laula Renberg dog 1931. Den samiska kvinnorörelsen upphörde därefter - med undantag för den kortvariga Røros samiske kvindeforening (1917-1926) - fram till bildandet av Sáráhkka (1988-2004), i sin tur följt av Sámi Nisson Forum 1993.